# Richard Steven Horvitz
Richard Steven Horvitz (ur. 29 lipca 1966 w Los Angeles) – amerykański aktor. W 2020 roku został nominowany do nagrody Annie w kategorii najlepszy aktor głosowy.

## Wybrana filmografia
- Safe at Home[2]
- Letnia szkoła jako Alan Eakian (1987)[2]

## Wybrane dubbingi
- Bobry w akcji jako Daggett[3]
- Invader Zim jako Zim[3]
- Mighty Morphin Power Rangers jako Alfa 5[4], Alfa 8 i Alfa 9[5]
- Psychonauts jako Raz (2005)[6]
- Skylanders jako Kaos[2]

## Życie prywatne
Syn Louiego Horvitza.